# 計算論的神経科学
計算論的神経科学（けいさんろんてきしんけいかがく、英語：computational neuroscience）または計算神経科学は、脳を情報処理機械に見立ててその機能を調べるという脳研究の一分野である。